# 默克米尔
默克米尔（德語：Möckmühl，發音：[mœkˈmyːl] ⓘ）是德国巴登-符腾堡州斯图加特行政区海尔布隆县的城市，面积49.6平方千米，2023年12月31日人口为8,713人。